# Karl Mache
Karl Mache (* 9. Dezember 1880 in Deutsch-Lissa; † 19. Oktober 1944 im KZ Groß-Rosen) war ein sozialdemokratischer Politiker.

## Leben und Wirken
Über den Beruf seines Vaters ist nichts bekannt. Er selbst lernte nach dem Besuch der Volksschule Bäcker und Konditor und arbeitete bis 1908 als Bäckergeselle. Im Jahr 1900 trat er dem freigewerkschaftlichen Bäcker- und Konditorverband und ein Jahr später der SPD bei. Kurz nach seinem Gewerkschaftseintritt wurde Mache bereits Vorsitzender des örtlichen Bäckerverbandes in Breslau. Von 1908 bis 1919 war er hauptamtlicher Bezirksleiter des Verbandes in Magdeburg.
Im Ersten Weltkrieg war Mache Soldat und wurde dabei verwundet. Nach dem Krieg war er von 1919 bis 1933 hauptberuflich Bezirksparteisekretär für Mittel- und Oberschlesien mit Sitz in Breslau.
Vorübergehend war er 1919 Stadtverordneter in Magdeburg. Nach seinem Wechsel nach Breslau war er dort von 1919 bis 1933 ebenfalls Stadtverordneter und in den frühen 1930er Jahren auch stellvertretender Bürgermeister. Von 1921 bis 1933 war Mache Mitglied des Provinziallandtages der Provinz Niederschlesien. Von 1928 bis 1930 war er Mitglied des Reichstages.
Nach der Machtübernahme durch die Nationalsozialisten wurde Mache zunächst vom März bis Dezember 1933 in den Konzentrationslagern Dürrgoy und Lichtenburg inhaftiert. Im Zusammenhang mit der Aktion Gitter erfolgte im August 1944 eine erneute Verhaftung. Mache starb im KZ Groß-Rosen, nach Angaben von Paul Löbe, der ebenfalls in Groß-Rosen inhaftiert war, an einem Herzschlag.

## Gedenken

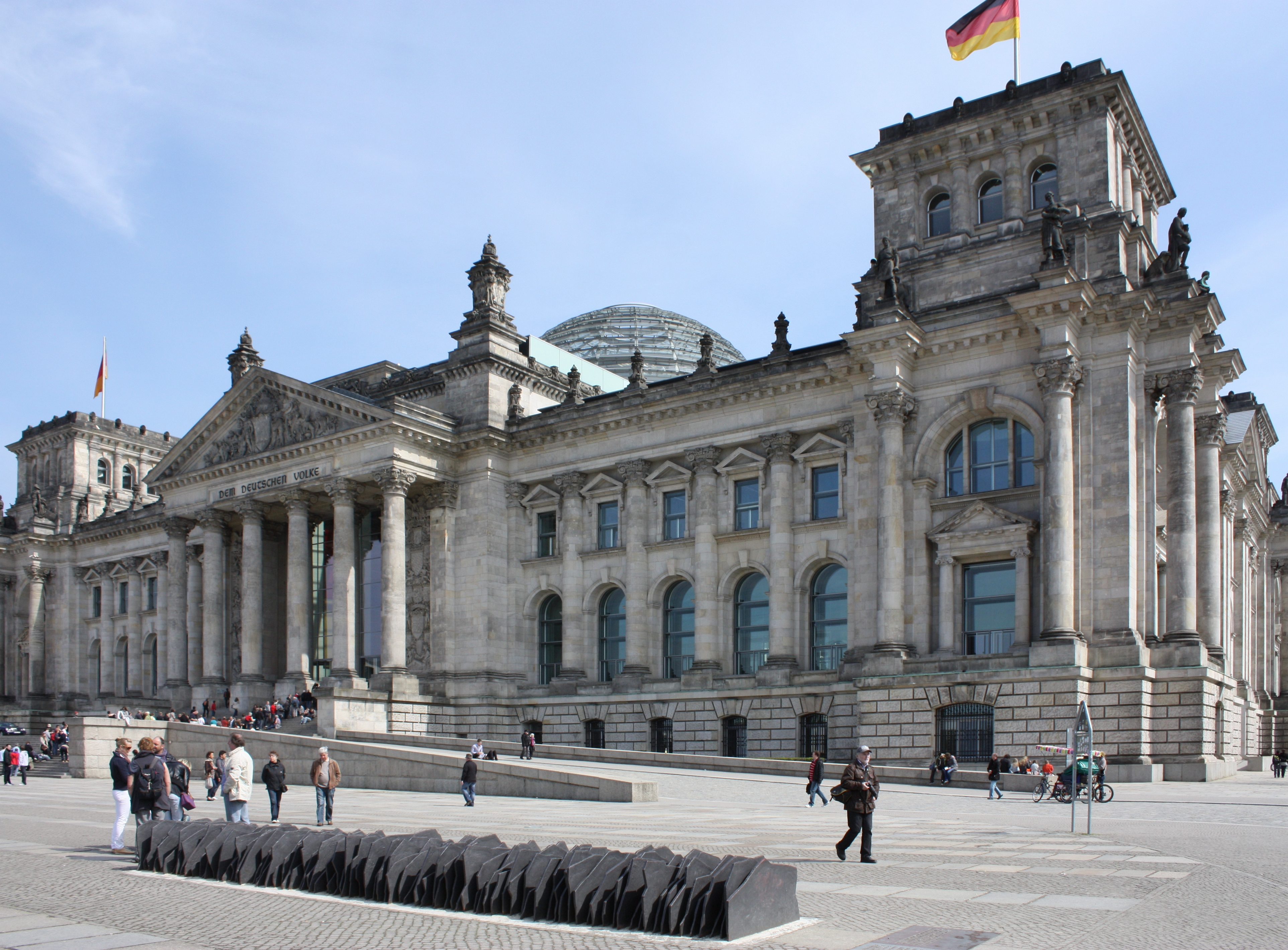
Gedenktafeln am Reichstag

Seit 1992 erinnert in Berlin in der Nähe des Reichstags eine der 96 Gedenktafeln für von den Nationalsozialisten ermordete Reichstagsabgeordnete an Mache.